# Mtab
Nei sistemi GNU/Linux Mtab è un file di configurazione che si trova all'interno della cartella /etc (secondo lo standard FHS) ed il cui proprietario è l'utente root.

## Descrizione
Il file contiene l'elenco dei file system montati sul sistema ed è quindi strettamente collegato all'uso del comando mount, infatti la struttura di questo file è proprio l'output del comando mount senza opzioni. Un esempio di mtab, che si può vedere con cat /etc/mtab, è:
```
/dev/hda6 / reiserfs rw,notail 0 0
proc /proc proc rw 0 0
/sys /sys sysfs rw 0 0
varrun /var/run tmpfs rw 0 0
varlock /var/lock tmpfs rw 0 0
procbususb /proc/bus/usb usbfs rw 0 0
udev /dev tmpfs rw 0 0
devpts /dev/pts devpts rw,gid=5,mode=620 0 0
devshm /dev/shm tmpfs rw 0 0
lrm /lib/modules/2.6.15-27-386/volatile tmpfs rw 0 0
/dev/hda1 /media/hda1 vfat rw,utf8,umask=007,gid=46 0 0
/dev/hda5 /media/hda5 vfat rw,utf8,umask=007,gid=46 0 0

```

dove sono indicati, per ciascuna riga, i dispositivi e i loro punti di montaggio con le loro relative opzioni.
Questo file viene letto da alcuni programmi per ottenere le informazioni dei file system del sistema. Viene generato automaticamente ed è in sola lettura per un utente normale.
Volendo si può sostituire con un link a /proc/mounts che mantiene le stesse informazioni.